# Erlöser-Verklärungs-Kloster (Jaroslawl)

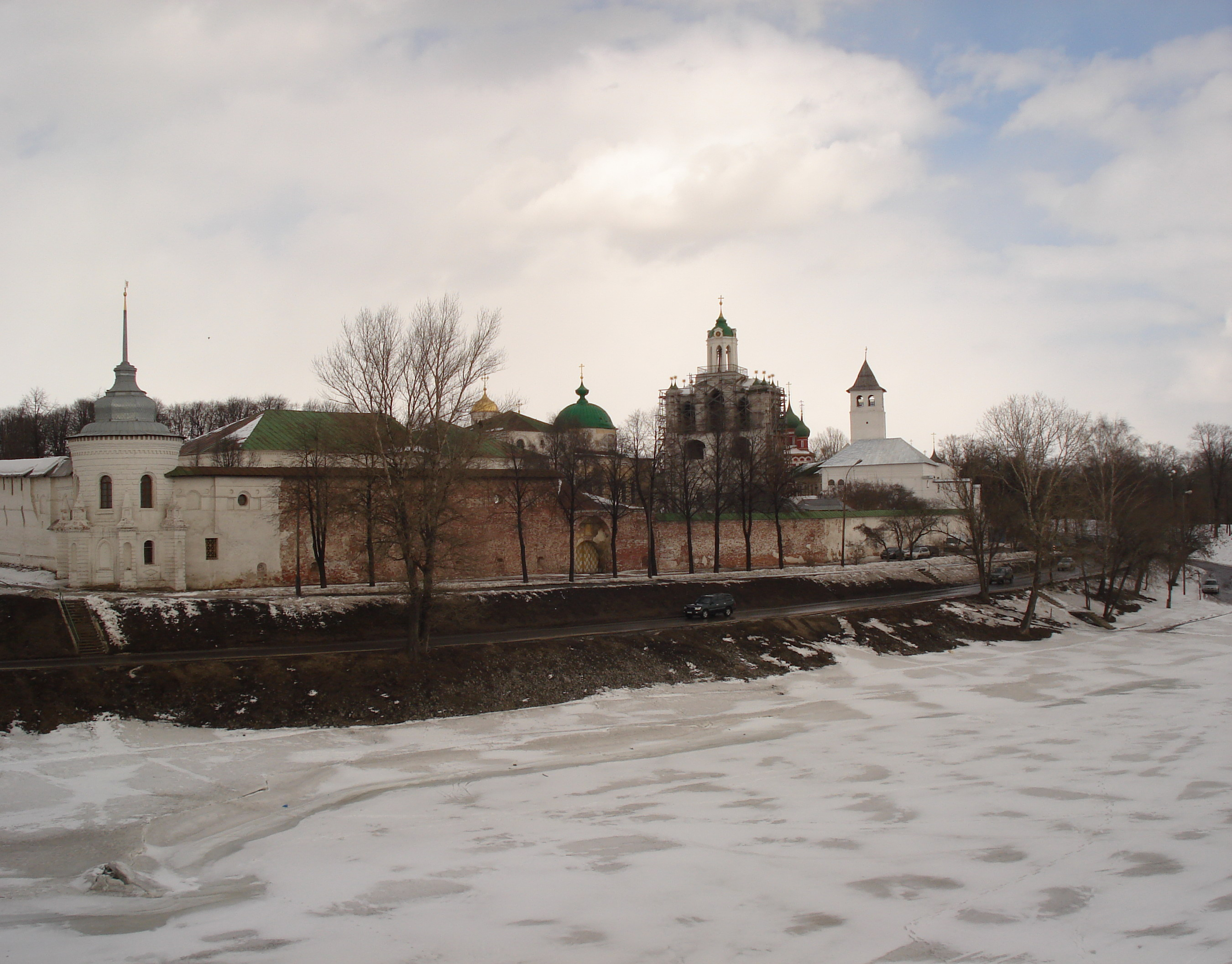
Das Erlöser-Verklärungs-Kloster an der Kotorosl

Das Erlöser-Verklärungs-Kloster (russisch Спасо-Преображенский монастырь) ist ein ehemaliges orthodoxes Männerkloster in Jaroslawl, das vom 12. bis ins 18. Jahrhundert bestand.
Die Klosteranlage befindet sich am linken Ufer des Flusses Kotorosl nahe dessen Mündung in die Wolga.
Es gilt als einer der bedeutendsten Museumskomplexe der Stadt und gehört seit 2005 zum UNESCO-Weltkulturerbe mit der Altstadt von Jaroslawl.
Im 18. Jahrhundert wurde im Kloster eine Handschrift des altrussischen Igorliedes gefunden.

## Geschichte
Das Erlöser-Verklärungs-Kloster wurde wahrscheinlich im 12. Jahrhundert gegründet. Es lag vor den Toren der nur wenige Jahrzehnte vorher gegründeten Stadt Jaroslawl. Es hatte dabei auch eine Verteidigungsfunktion inne und verfügte daher von seiner Frühzeit an über eine Palisadenmauer. Alle Bauten waren ursprünglich aus Holz.
Das Kloster wurde für das Jahr 1216 erstmals schriftlich erwähnt, als hier das erste geistliche Seminar der nordöstlichen Rus gegründet wurde. Dieses zog bereits 1218 nach Rostow um.
Von 1216 bis 1224 wurde die erste hölzerne Erlöser-Verklärungs-Kathedrale erbaut.
Bereits im 13. und 14. Jahrhundert spielte das Kloster eine zentrale Rolle für die Stadt und das Fürstentum Jaroslawl. Es diente unter anderem als Begräbnisstätte für die Fürsten und ihre Familien, den Klerus und die vornehmen Bürger der Stadt. Durch großzügige Spenden und Gaben aus den reichsten Häusern der Jaroslawler Gegend war das Kloster sehr vermögend geworden.
Bereits im 13. Jahrhundert bestand im Kloster eine umfangreiche Bibliothek mit zahlreichen Handschriften in kirchenslawischer (altrussischer) und griechischer Sprache.
Im Jahr 1501 vernichtete ein Großbrand beträchtliche Teile der hölzernen Bausubstanz des Klosters. Es wurden neue Bauten aus Stein errichtet, die teilweise bis heute erhalten sind, so die Erlöser-Verklärungs-Kathedrale, die 1516 fertiggestellt wurde.

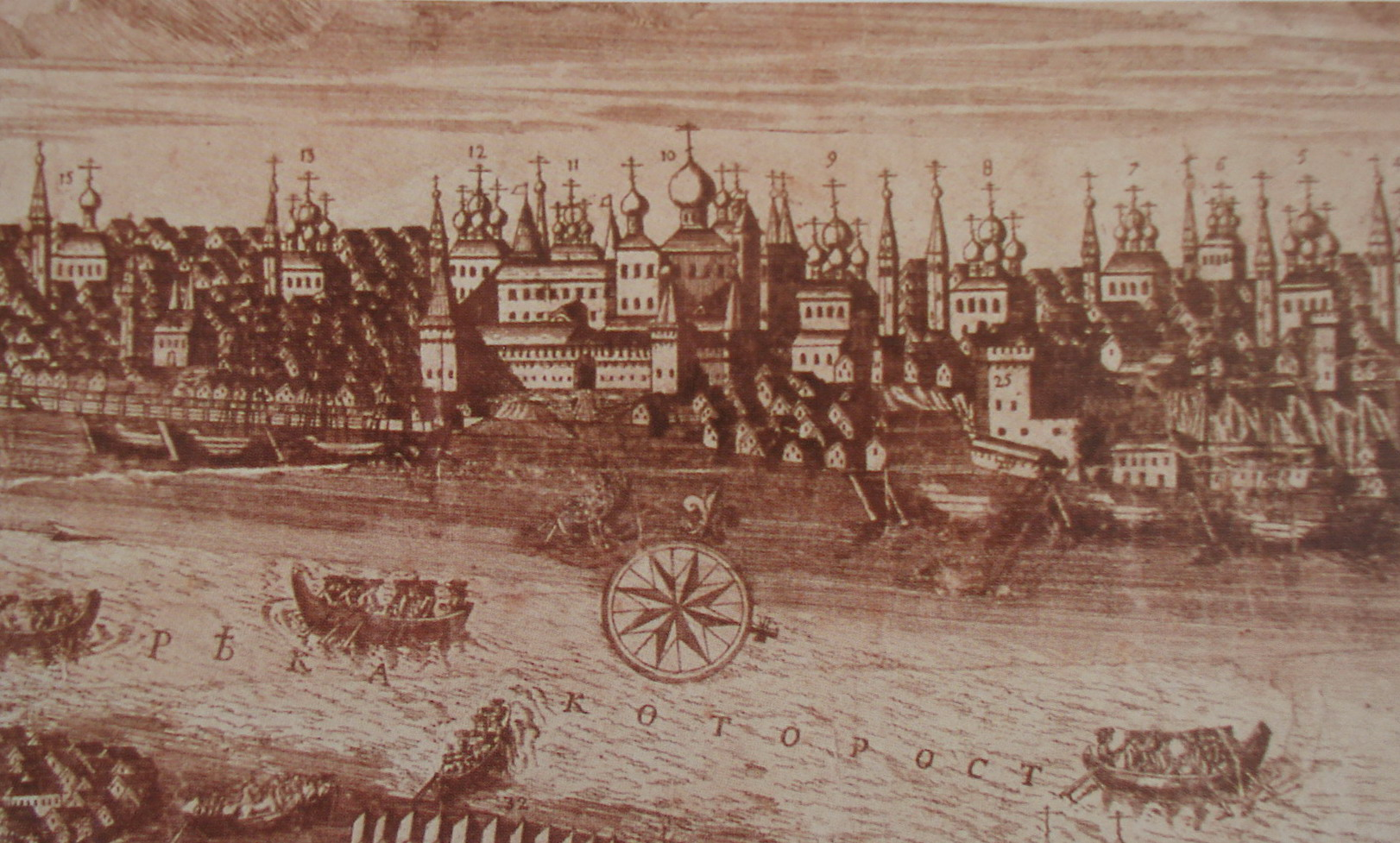
Kupferstich des Klosters aus dem Jahr 1731

Nachdem Jaroslawl Mitte des 15. Jahrhunderts seinen Status als selbständiges Fürstentum verlor und Teil des Großfürstentums Moskau wurde, erlangte das Erlöser-Verklärungs-Kloster über die Jaroslawler Gegend hinaus Bekanntheit und Anerkennung und diente den Moskauer Fürsten und später auch den russischen Zaren als Pilgerstätte.
Gegen Ende des 16. Jahrhunderts wurde das Kloster durch Spenden so reich, dass es unter anderem eigene Landstriche rund um Jaroslawl, Kostroma und Moskau besaß.
In der Zeit der Wirren Anfang des 16. Jahrhunderts konnte das Kloster unter anderem dank seiner neu erbauten steinernen Schutzmauer eine mehrwöchige Belagerung durch polnisch-litauische Truppen abwehren. Einige Jahre später wurden die Befestigungsanlagen des Klosters wieder umgebaut und erhielten weitgehend ihre heutige Gestalt.
1747 wurde im Erlöser-Verklärungs-Kloster eines der ersten Priesterseminare im Russischen Kaiserreich eröffnet.
In den 1790er Jahren wurde in der Bibliothek eine Handschrift des altrussischen Igorliedes gefunden.
Ende des 18. Jahrhunderts wurde die vormals in Rostow ansässige Residenz des Jaroslawler Metropoliten nach Jaroslawl verlegt und ließ sich in den Mauern des Klosters nieder.
Zugleich wurde das Kloster aufgelöst, das Priesterseminar blieb jedoch noch bis ins 20. Jahrhundert hinein dort bestehen.
Auch im 19. Jahrhundert wurden vereinzelt noch neue Bauwerke innerhalb der Klostermauern errichtet und alte Gebäude restauriert oder umgebaut.
Wenige Jahre nach der Oktoberrevolution 1917 wurden sowohl die Metropolitenresidenz als auch das Priesterseminar in Jaroslawl aufgelöst. Das ehemalige Kloster wurde seit den 1920er-Jahren als Museum hergerichtet.
Seit 1959 ist es Hauptbestandteil des Staatlichen Jaroslawler Museumsreservats. Als Teil der Jaroslawler Altstadt untersteht es seit 2005 dem Schutz der UNESCO als Welterbestätte.

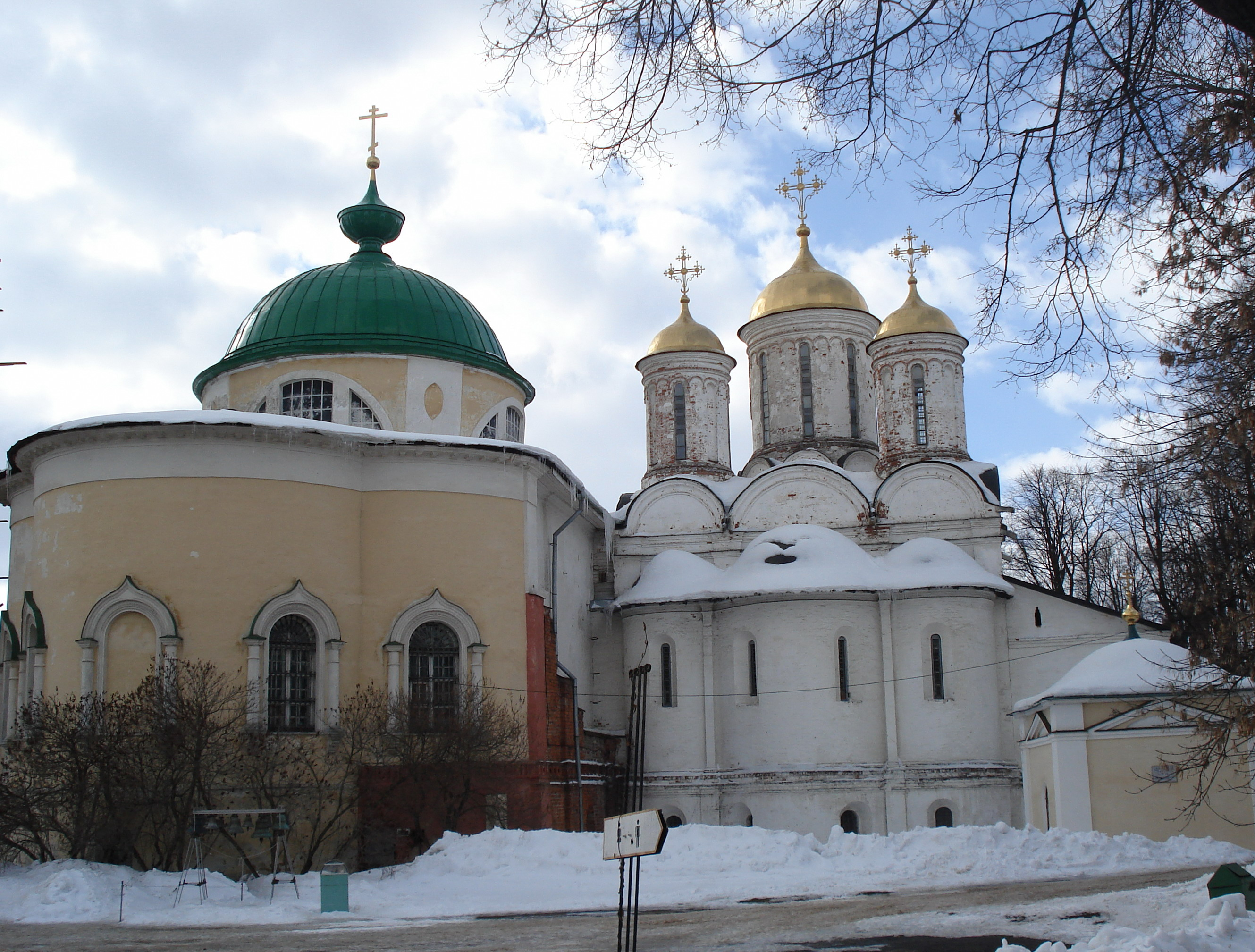
Erlöser-Verklärungs-Kathedrale (rechts) und Kirche der Jaroslawler Wundertäter

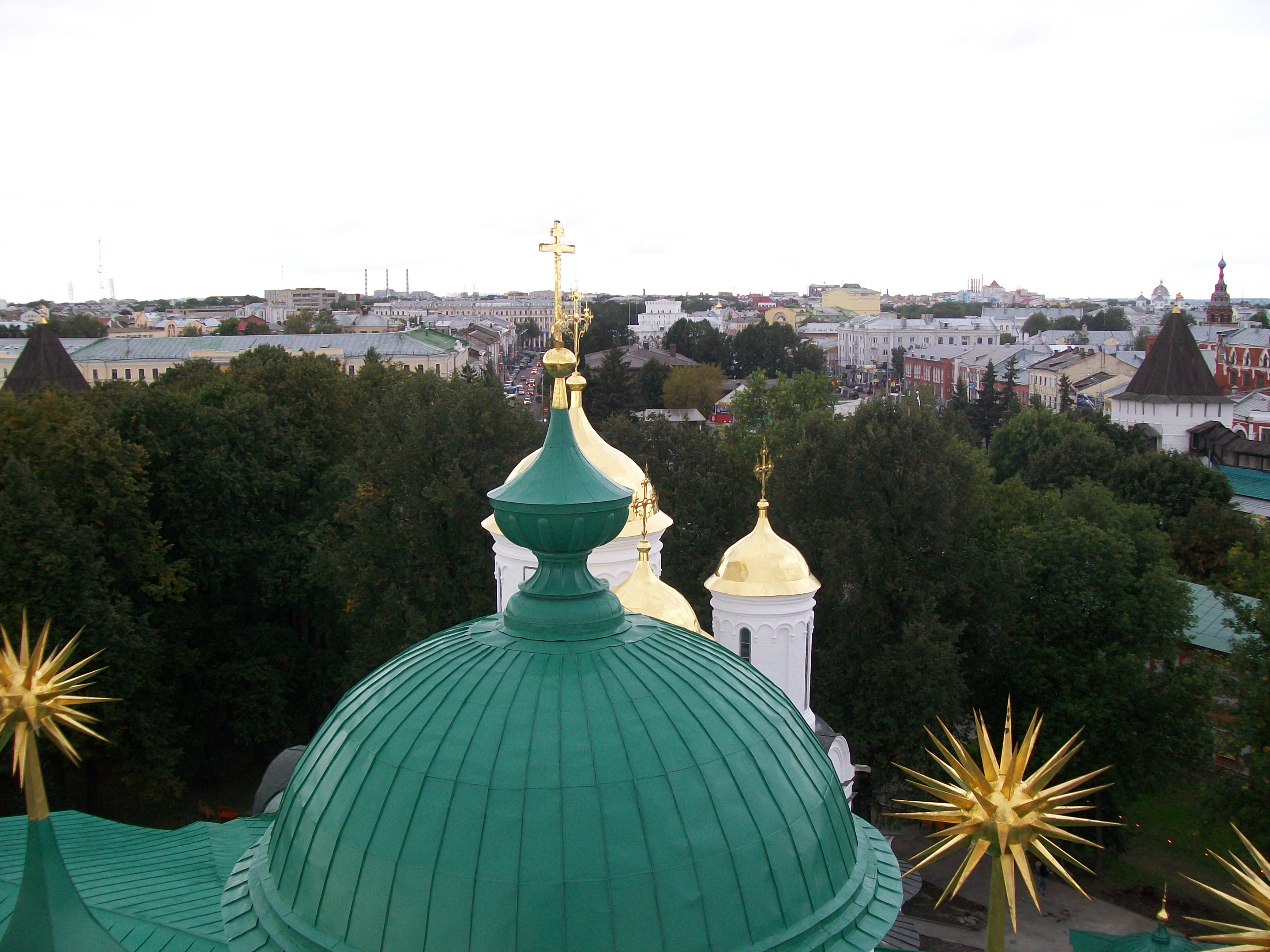
Aussicht über Jaroslawl vom Glockenturm des Erlöser-Verklärungs-Klosters

## Sehenswürdigkeiten
Der architektonische Aufbau des Christi-Verklärungs-Klosters ist typisch für ein mittelalterliches russisches Kloster: Hinter den steinernen Klostermauern, die ursprünglich eine Schutzfunktion ausübten und daher mit mehreren Wachtürmen ausgestattet sind, befindet sich ein Ensemble aus Sakral- und Profanbauten, von denen die ältesten aus dem frühen 16. Jahrhundert stammen, als erstmals aus Stein statt aus Holz gebaut wurde. Zu erwähnen ist vor allem die Hauptkirche des Klosters, die Christi-Verklärungs-Kathedrale (Спасо-Преображенский собор). Diese wurde 1516 an der Stelle einer abgebrannten hölzernen Vorgängerkathedrale fertiggestellt und ist damit heute das älteste erhaltene Bauwerk in Jaroslawl. Architektonisch wurde die Kathedrale in einem damals üblichen Stil für monumentale Kirchenbauten ausgeführt und weist daher Ähnlichkeiten beispielsweise mit der Mariä-Verkündigungs-Kathedrale im Moskauer Kreml auf. Etwa aus der gleichen Zeit stammt auch der erste Wachturm des Klosters, der später den Namen Heiliges Tor (Святые ворота) erhielt und sich heute über dem Haupteingangstor des Klosterensembles erhebt.
Ebenfalls aus dem frühen 16. Jahrhundert stammen das Refektorium, die Kirche zur Christi Geburt (Рождественская церковь) sowie der Glockenturm, der heute als Aussichtsplattform dient. Viele der damaligen Bauwerke wurden in den 1560er-Jahren im Inneren aufwändig mit Fresken bemalt.
Zu den weiteren Sehenswürdigkeiten des Klosters zählen mehrere Gebäude aus dem 19. Jahrhundert, darunter die 1831 erbaute Kirche der Jaroslawler Wundertäter (Церковь Ярославских Чудотворцев). Diese wurde unmittelbar an die Christi-Verklärungs-Kathedrale angebaut und ist den drei Jaroslawler Heiligen geweiht, deren Reliquien im 15. Jahrhundert an der Stelle der Kirche gefunden wurden. Darüber hinaus beherbergt der Museumskomplex mehrere Themen-Expositionen zur Geschichte der Stadt, so beispielsweise eine Ausstellung aus der vormaligen Schatzkammer des Klosters. Eine ungewöhnliche und bei Touristen sehr beliebte Attraktion des Museums ist das Gehege mit der Bärin „Mascha“, die 1988 als Junges in einem Wald nahe Wologda aufgefunden wurde und seit Anfang der 1990er-Jahre hinter den Mauern des Christi-Verklärungs-Klosters lebt.